# بکر (مجموعه تلویزیونی)
بکر (به انگلیسی: Becker) یک مجموعه تلویزیونی کمدی موقعیت آمریکایی، با هنرنمایی تد دنسن است که در سال‌های ۱۹۹۸ تا ۲۰۰۴ از شبکه سی‌بی‌اس پخش می‌شد.

## خلاصه داستان
سریال در مورد یه دکتر یا پزشک خانواده که دفتر کارش توی یه محله پایین و فقیر هست. این دکتر که اسمش «بکر» هست، آدم بداخلاق و بدعنق و بدقلق و کم صبری است و دائم به همه چی ایراد می‌گیرد و غر می‌زند. کلا هم ۲ تا دوست دارد یکی از آن‌ها که یه دختره که یه کافه قدیمی رو اداره می‌کند و بکر صبحانه و ناهارش رو اونجا می‌خورد دوست دیگرش هم یه مرد نابینا هست که بغل همون کافه، دکه روزنامه فروشی دارد هرروز صبح بکر به این کافه می‌رود، قهوه می‌خورد و سیگارش رو می‌کشد بعد می‌رود سرکار. سریال حوادث اطراف این فرد رو نشان می‌دهد و نظریات «بکر» و غر زدنهاش و برخوردش با موضوعات مختلف رو بیان میکنه...